# جون كامينغز هويل
جون كامينغز هويل (بالإنجليزية: John Cummings Howell) هو عسكري أمريكي، ولد في 24 نوفمبر 1819 في فيلادلفيا في الولايات المتحدة، وتوفي في 12 سبتمبر 1892 في فولكستون ‏ في المملكة المتحدة.